# Deadly Desire
Deadly Desire (Al filo del deseo en España, Deseo mortal en Argentina y Al filo del abismo en México) es un telefilme estadounidense de 1991 dirigida por Charles Correll y protagonizado por Jack Scalia, Kathryn Harrold y Will Patton.

## Argumento
Frank Decker tiene junto con su socio una firma de seguridad y la vida empieza a sonreír a él, cuando ambos están a punto de asegurarse un lucrativo contrato para su firma. Mientras instala un sistema de alarma en una mansión, Decker conoce a la hermosa dueña de la casa. Ambos se sientes atraídos y, convertidos en amantes, nada parece interponerse en su camino.

## Reparto
| Actor           | Personaje      |
| --------------- | -------------- |
| Jack Scalia     | Frank Decker   |
| Kathryn Harrold | Angela Menteer |
| Will Patton     | Giles Menteer  |
| Joe Santos      | Gus            |
| Ned Bellamy     | Sparrow        |
| Douglas Rowe    | Lynch          |
| Thomas Babson   | Harvey         |
| Joe Faust       | Garwood        |

## Producción
La película fue rodada en San Diego, California, en los Estados Unidos.

## Recepción
Hoy en día la película ha sido valorada en portales cinematográficos. En IMDb, por ejemplo, con 168 votos registrados, el filme obtiene una media ponderada de 5,3 sobre 10. También cabe destacar, que en La Vanguardia el 10 % de los usuarios registrados allí le dan una valoración positiva.